# Jeanne Laplanche
Pour les articles homonymes, voir Laplanche et Boucher.
Jeanne Laplanche, née Jeanne Euranie Boucher à Paris 3e le 10 octobre 1816 et morte à Mâcon le 9 décembre 1894, est une photographe française, active dans les années 1860 dans le quartier des Batignolles.

## Biographie
Jeanne Boucher naît en 1816 à Paris, dans la paroisse Saint-Eustache, fille de Jean Baptiste Boucher et de Sophie Pauline Leroy,. En 1837, elle épouse aux Batignolles Saint-Ange Laplanche, élève architecte. Le couple s'établit au 43 rue des Dames.
En avril 1853, un jugement du tribunal de la Seine acte la séparation de biens des époux Laplanche, initialement mariés sous le régime de la communauté. En juin, Jeanne Laplanche fait l'acquisition en son nom d'un terrain situé au 34, rue d’Orléans-Batignolles, qui deviendra leur nouvelle adresse, ainsi que l'adresse professionnelle de son mari, désormais architecte-vérificateur et franc-maçon,.
Vers 1863, Jeanne Laplanche fonde la société J. Laplanche et Cie et reprend l'atelier qu'une autre photographe, Madame Vaudé-Green, a ouvert juste à côté, au numéro 36, vers 1859, sous le nom de Photographie catholique. Jeanne Laplanche, qui conserve cette dénomination, publie à ses débuts une reproduction photographique du Musée français de Simon-Célestin Croze-Magnan, initialement édité en 1803.
Après que la rue d'Orléans a été renommée, en 1865, l'adresse des Laplanche devient le 87 rue Legendre. La maison J. Laplanche et Cie propose les traditionnels portraits cartes-de-visite de l'époque, mais aussi des travaux plus singuliers. Ainsi, vers 1866, à l'instar du photographe Pierre-Ambroise Richebourg, elle signe plusieurs vues de l'intérieur et des extérieurs de la Maison pompéïenne du prince Jérôme Napoléon, située avenue Montaigne,. Plusieurs de ces photographies sont reproduites sous forme de gravures dans Le Monde illustré du 28 avril 1866, afin d'illustrer un article intitulé « La maison pompéienne du prince Napoléon »,. De même, dans l'édition du 5 janvier 1867 du même journal est publiée une gravure de la chapelle et du puits de Sainte-Geneviève à Nanterre, d'après les photographies de J. Laplanche.
En 1869, Saint-Ange Laplanche meurt à leur domicile. Sa femme poursuit un temps son activité de photographe sous la raison commerciale « Veuve J. Laplanche et Cie », puis l'arrête vers 1870. L'atelier du 87 rue Legendre devient la succursale de la photographe Angelina Trouillet — qui en conserve aussi la dénomination Photographie catholique — jusqu’en 1876.
En 1872, Jeanne Laplanche est établie dans le hameau de Fayolles à Laizé, en Saône-et-Loire,.
Elle meurt à Mâcon à la Maison des Saints-Anges le 9 décembre 1894,.

## Photographies
- Simon-Célestin Croze-Magnan. Le Musée français (XIII-1805) des tableaux, statues et bas-reliefs qui composent la collection nationale, avec explication des sujets. Reproduction photographique. 1re livraison. in-4°, 4 pages et 2 pl. Saint- Cloud, imprim. Vve Belin ; Paris, J. Laplanche et Cie, 1863[12]
- [Recueil. Photographies positives. Œuvre de J. Laplanche], [1863-1865], Bibliothèque nationale de France, Estampes et photographie, Paris (inv. EO-311-BOITE FOL A)[27]
- [Recueil. Œuvre de J. Laplanche], Bibliothèque nationale de France, Estampes et photographie, Paris (inv. SNR-1 (Laplanche, J.))[28]
- Série de vues de la Maison pompéïenne du prince Jérôme Napoléon, vers 1866, musée Carnavalet, Paris[15]. Partiellement reproduites sous forme de gravures dans Le Monde illustré du 28 avril 1866[18].

- La Neuvaine de Sainte-Geneviève, patronne de Paris. — Le Puits et la Chapelle de Sainte-Geneviève à Nanterre. Gravure d'après les photographies de J. Laplanche et Cie, parue le 5 janvier 1867 dans Le Monde illustré[19].